# З/Л/О 99
«З/Л/О 99» (англ. «V/H/S/99») — американский фильм-антология ужасов 2022 года, пятая часть франшизы З/Л/О. Режиссёрами выступили — Мэгги Левин, Йоханнес Робертс, Flying Lotus, Тайлер Макинтайр, Ванесса и Джозеф Винтер. Премьера фильма состоялась 16 сентября 2022 года в категории «Полуночное безумие» на Кинофестивале в Торонто 2022. Фильм вышел 20 октября 2022 года на платформе Shudder и стал самой просматриваемой премьерой на сервисе. Фильм собрал 178 820 долларов от продаж с видеоносителей.

## Сюжет
Фильм состоит из пяти короткометражных фильмов ужасов, действие которых происходит в 1999 году. Каждый фильм — это материал на найденной VHS-кассете, принадлежавшей подростку, на которую он записывал stop-motion видео с игрушечными солдатиками.

### Измельчение
Автор сценария и режиссер Мэгги Левин
R.A.C.K. — сокращенное название участников группы Рейчел, Анкура, Криса и Калеба — это панк-рок группа, которая любит устраивать розыгрыши и регулярно записывает свои выходки на веб-шоу для своих поклонников. Для своего последнего видео группа решает проникнуть в Colony Underground, бывшее музыкальное заведение, которое сгорело три года назад в результате смертельного электрического пожара, в результате которого погибли четыре участника начинающей панк-группы Bitch Cat. Затем лента переходит к демо-ролику, на котором Bitch Cat исполняют одну из своих песен, а у участников группы берут интервью об их жизни и мотивах создания группы.
Возвращаясь к основной ленте, R.A.C.K. входят в осужденное место. Пока квартет исследует место, неохотно идущий Анкур предупреждает Рейчел о своем страхе перед бхутами, слышав рассказы о том, что они убивают и овладевают любым человеком, который насмехается над ними или нарушает место их смерти, и приносит специи, чтобы отпугнуть их. Когда группа выходит на сцену заведения, чтобы выступить там, они обманывают Анкура (уже неоднократно разыгрывая его), заставляя поверить в то, что они одержимы. Анкур убегает и заявляет, что надеется, что бхуты их поймают.
Трое оставшихся членов R.A.C.K. приносят надувные секс-куклы, наполненные желатином, и начинают топтать их, безвкусно изображая давку, в которой погибла Bitch Cat. Внезапно призрачный голос приказывает троице убраться со сцены, как раз перед тем, как Калеб взлетает в воздух. Пока окровавленные останки Калеба падают сверху, Рейчел и Крис пытаются спастись бегством. Bitch Cat, появившись в образе злобной и зомбированной бхуты, захватывает камеру группы и снимает, как они расчленяют и обезглавливают членов R.A.C.K. Пленка обрывается, и на ней видны ожившие и грубо соединенные останки R.A.C.K, теперь одержимые Bitch Cat, исполняющие на сцене одну из старых песен группы.
Примечание: сегмент «Овощерезка» из предыдущего фильма появляется в начале этого сегмента.

### Заявка на самоубийство
Автор сценария и режиссер Йоханнес Робертс
Первокурсница колледжа Лили отчаянно хочет вступить в Beta Sigma Eta, самое престижное женское общество в ее кампусе. Лили делает «самоубийственную заявку», подавая заявление только в одно женское общество, которое она выбрала для поступления, рискуя получить социальное отчуждение в случае отказа. Несмотря на эту информацию, Лили приглашают на ночь в город с сестрами из Beta Sigma Eta. Сестры ведут Лили на близлежащее кладбище, где, в рамках ритуала издевательств, ей предлагают провести ночь погребенной в гробу. Сестры рассказывают, что этот обычай призван воссоздать городскую легенду о том, как 20 лет назад другая первокурсница, Гилтина, решилась на такой же поступок, чтобы вступить в то же женское общество, но была забыта однокурсниками на неделю и, по слухам, уползла в подземный мир.
Лили соглашается быть похороненной в гробу. Лили входит в гроб с коробкой и камерой и устраивается там. Сестры начинают разыгрывать ее, стуча по гробу и выпуская вместе с ней пауков. Лили звонит в колокольчик, который сестры установили на случай, если она уйдет, требуя, чтобы ее выпустили. В то время как девушки смеются над просьбами Лили, начинается внезапный ливень, а в это время прибывает охрана, чтобы разобраться в шуме. Опасаясь исключения за дедовщину, сестры уходят, договорившись эксгумировать Лили утром. Охранники уходят, не обращая внимания на приглушенные крики Лили о помощи. Гроб медленно заливает дождевая вода. Когда затопление прекращается, упырь Гилтина внезапно прорывается сквозь гроб и нападает на Лили.
На следующее утро сестры находят могилу затопленной. Лили в гробу нет. Сестры договариваются никогда не говорить об этом происшествии. Этой ночью сестры просыпаются, похороненные в гробах. Лили, ставшая упырем, появляется вместе с Гилтиной в гробу Энни и рассказывает Энни, что заключила сделку с Гилтиной, предложив ей сестер из женского общества в обмен на спасение ее души. Затем они вдвоем нападают на сестёр из женского общества.

### Подземелье Оззи
Авторы сценария Зои Купер и Flying Lotus, режиссер Flying Lotus
Подземелье Оззи — это детское игровое шоу, в котором юные участники участвуют в физических испытаниях, чтобы получить шанс спуститься в титулованное подземелье и встретиться с Оззи, который позволит победителю исполнить желание. Во время последнего испытания, которое невозможно пройти, восторженная Донна, чье желание — помочь ее бедной семье покинуть их захудалый район, жестоко и навсегда калечится соперником, и проигрывает шоу после того, как ведущий не останавливает испытание, чтобы оказать ей помощь.
Спустя годы, после отмены шоу «Подземелье Оззи», бывший ведущий пробуждается, раздетый и запертый в собачьей клетке, в подвале у Дебры, не в меру властной матери Донны. Выясняется, что Дебра готовила свою дочь к победе в шоу любой ценой для того, чтобы покинуть Детройт. С помощью своего запуганного мужа Маркуса, их сына Брэндона и самой Донны, ставшей мстительной готкой с гниющей ногой, прикованной к инвалидному креслу, Дебра снимает ведущего на камеру, заставляя его пройти несколько самодельных, тошнотворных и мучительных версий испытаний из «Подземелья Оззи», угрожая облить его кислотой, если он откажется подчиниться. В конце концов, ведущего заставляют пройти самодельную полосу препятствий, похожую на ту, на которой была ранена Донна, за определенное время. Он не успевает пройти полосу за считанные секунды, как Дебра связывает его и готовится впрыснуть ему кислоту. Ведущий предлагает привести семью к Оззи и добиться исполнения их желания.
Затем группа едет в пустую студию, где снималась «Темница Оззи». Увидев вооруженную охрану у главного входа, ведущий ведет семью внутрь через задний вход. Пройдя через съемочную площадку, группа вскоре оказывается перед большой деревянной дверью, которая якобы ведет в подземелье. Дверь открывает бывшая помощница ведущего, и оказывается, что она ведет в пещеру. Внутри семья обнаруживает на алтаре сильно беременную женщину, которой поклоняются помощник и люди, одетые в наряды участников шоу. Донну подводят к женщине, чтобы она сказала свое желание, после чего женщина бьется в конвульсиях, а из ее живота появляется Оззи, оказавшийся чудовищным эльдрическим существом. Исполнив желание Донны, Оззи пускает луч из своего глаза в ведущего и семью Донны, убивая их, заставляя их лица расплавиться в качестве мести за все те издевательства, которым они подвергли ее. Запись заканчивается, когда Донна с угрожающей ухмылкой смотрит в камеру, наблюдая за тем, как исполняется ее желание.

### Зеваки (Основной сюжет)
Авторы сценария Крис Ли Хилл и Тайлер Макинтайр, режиссер Тайлер Макинтайр
Брэди — подросток, который снимает стоп-моушен видео игрушечных солдатиков — анимацию, изображенную между фрагментами фильма, — на камеру своего старшего брата Дилана. Пока Брэди записывает свое последнее видео, Дилан врывается в его комнату и забирает камеру, на которую он снимает себя, практикуя пикап-фразы. Он и его друзья Курт, Марк и Бонер исключают Брэди из своих занятий, считая его безнадежным неудачником. Затем друзья отправляются разыгрывать жителей района и друг друга, а потом показывают трюки в местном скейтпарке. Группа также обнаруживает большой кусок змеиной кожи возле поля, подначивая Бонера съесть его за 50 центов.
Спрятав камеру и используя ее в попытке получить тайные фотографии двух девушек в юбке, подростки зацикливаются на Сандре, привлекательной блондинке, которая переехала в дом напротив дома Брэди и Дилана, чей двор украшен несколькими каменными бюстами. Когда ребята снимают из окна Брэди, как она моет свою машину, их прерывает курьер, который приносит Сандре компьютер Macintosh. Позже Брэди знакомится с Сандрой, которая приглашает его в свой дом, пока он пытается кататься на роликах, к шоку и ревности Дилана. По возвращении Брэди Курт, Марк и Бонер хвалят его за новые отношения с Сандрой. Когда они просят у него информацию, Брэди говорит им, что Сандра пригласила его, чтобы помочь установить новую веб-камеру. Дилан и его друзья уговаривают Брэди выполнить это обещание, заставляя его установить шпионские программы на ее компьютер, намереваясь взломать веб-камеру в надежде увидеть ее обнаженной.
Брэди неохотно соглашается и возвращается в дом Сандры той же ночью. Хотя его чуть не поймали, ему удается установить шпионскую программу, несмотря на то, что его терзает чувство вины за то, что он шпионил за Сандрой и предал ее доверие. Не обращая внимания, Дилан и его друзья наблюдают за тем, как Сандра раздевается, пока Брэди выходит из комнаты. Мальчики с ужасом наблюдают, как Сандра сдирает с себя скальп, обнажая волосы, сделанные из змей, и обнаруживая, что на самом деле она — горгона. Сандра, кажется, замечает, что мальчики делают через веб-камеру, и прыгает из своего окна в их дом. Она врывается в комнату Дилана и нападает на них, убивая Курта, Марка и Бонера. Когда Дилан убегает, появляется Брэди и пытается образумить Сандру, извиняясь за нарушение ее частной жизни. Не приняв его извинений, Сандра превращает Брэди в камень, а затем приступает к окаменению Дилана. Полностью преображенная, она медленно подходит к камере, зажатой в каменной руке Дилана, когда запись подходит к концу.

### В ад и обратно
Автор сценария и режиссер Ванесса и Джозеф Винтер
31 декабря 1999 года лучшие друзья и видеографы Нейт и Трой были наняты шабашем ведьм. Их задача — снять, как ведьмы проводят ритуал, в ходе которого женщина по имени Кирстен добровольно предлагает себя в качестве сосуда могущественному демону по имени Укабон. Несмотря на согласие снимать ритуал, Нейт скептически относится к своим клиентам и считает, что ритуал может быть розыгрышем. Ведьмы, проводящие ритуал, говорят дуэту, что, хотя они призывают Укабона, на самом деле они не будут вызывать его до наступления полуночи нового тысячелетия, когда завеса между Землей и Адом будет наиболее тонкой. Когда ритуал начинается, Феркус, незваный демон, который и раньше нарушал ритуалы шабаша, дает о себе знать. Пока ведьмы пытаются изгнать его, Феркус хватает Нейта и Троя и тащит их под алтарь ведьм.
Когда камера замечает, что Феркус удаляется, Трой постепенно понимает, что они с Нейтом попали в ад. Дуэт сталкивается с кровожадными демонами, опасными ловушками и изуродованными телами, разбросанными по пещерному ландшафту, что заставляет Нейта вооружиться выброшенными вилами в качестве средства защиты. Пробираясь через Ад, Нейт и Трой встречаются с Мэйбл, проклятой душой, которая использует архаизмы и понимает, что парни смертны, что делает их неотразимыми для голодных демонов. Она решает помочь им спастись, приведя их к Укабону, которого она ненавидит, в обмен на то, что они вдвоем запишут ее имя в книге заклинаний ведьм. Нейт и Трой также помнят, как ведьмы рассказали им, что завеса между Землей и Адом слабее всего в полночь, а поскольку Укабон — единственный канал, через который дуэт может вернуться на Землю, у них есть всего несколько минут, чтобы найти их, прежде чем они застрянут в Аду навечно.
Во время путешествия по Аду группа встречает все больше демонов, а Нейт и Трой постоянно препираются друг с другом из-за своего затруднительного положения, сбивая Мэйбл с толку своим современным языком. В конце концов, группа попадает в пещеру, где обнаруживает Укабона, окруженного сектой демонов в масках, готовящихся войти в тело Кирстен. Демоны-культисты нападают на троицу, но Нейту и Трою удается их убить. Когда полночь стремительно приближается, Нейт и Трой кричат Мэйбл, чтобы она отправилась с ними на Землю. К несчастью, ее зарезал один из культистов, сказав, чтобы они не забыли записать ее имя в книге. Двое друзей прыгают в пещерный желудок Укабона как раз в тот момент, когда начинается ритуал. Парни успешно возвращаются на Землю, при этом Нейт оказывается в теле Кирстен. Разъяренные неудачей ритуала, ведьмы убивают Нейта и Троя, а затем спорят друг с другом о том, что пошло не так. Умирающий Трой своей кровью пишет имя Мэйбл в книге, которую ведьмы использовали для вызова Укабона, а затем умирает от ран.
Пленка возвращается к предыдущему фрагменту, показывая каменные тела Дилана и Брэди, прежде чем батарея камеры разряжается.
После окончания титров слышно, как ведьмы снова проводят свой ритуал, на этот раз называя имя Мейбл, намекая на то, что она вернется на Землю.

## В ролях

### Измельчение
- Верона Блю в роли Дейрдре
- Дашиэлл Дерриксон в роли Криса Карбонара
- Тайби Дискин в роли RC
- Джексон Келли в роли Калеба
- Джесси ЛаТуретт в роли Рейчел
- Келли Миссал в роли Джесси
- Мелисса Маседо в роли Джесси Деу
- Амина Ньевес в роли Хариссы
- Киануш Тафреши в роли Анкура

### Заявка на самоубийство
- Алексия «Элли» Иоаннидис в роли Лили
- Изабель Ханн в роли Энни
- Бриттани Гэнди в роли Люси
- Логан Райли в роли Ханны

### Подземелье Оззи
- Стивен Огг в роли ведущего
- Амелия Энн в роли Донны
- Соня Эдди в роли Дебры
- Джерри Бойд в роли Маркуса
- Чарльз Лотт мл. в роли Брэндона
- Стефани Рэй в роли тела носителя Оззи
- Лорен Пауэрс в роли культуриста

### Зеваки
- Люк Маллен в роли Дилана
- Эмили Свит в роли Сандры
- Тайлер Лофтон в роли Курта
- Дункан Андерсон в роли Бонера
- Итан Поуг в роли Брэди
- Кри Кава в роли Марка
- Дженна Босье в роли мамы
- Уоллис Бартон в роли Эммы
- Ханна Кэт Джонс в роли Кэссиди
- Дэнни Джоллес в роли курьера

### В ад и обратно
- Джозеф Уинтер в роли Троя
- Архелаус Крисанто в роли Нейта
- Мелани Стоун в роли Мэйбл
- Ким Абунувара в роли Джейн
- Эхаб Абунувара в роли мужа
- Вики Хейден в роли ведьмы Вики
- Перла Лакайо в роли ведьмы Алекс
- Ариэль Ли в роли служанки
- Тори Пенс в роли Кирстен
- Дастин Уоттс в роли Укобана
- Коу-Джейн Вес в роли Великой Бабушки

## Производство
В сентябре 2021 года продюсер Джош Голдблум заявил, что сиквел будет возможен только в том случае, если З/Л/О 94 окажется успешным у зрителей потокового вещания. Вскоре после выхода на Shudder, З/Л/О 94 побил рекорды по просмотрам для потоковой компании, что побудило спешить с производством сиквела в следующем году.
Предполагалось, что фильм будет называться З/Л/О 85 после удаленного сообщения актера Фредди Родригеса в социальных сетях в апреле 2022 года. Потоковый сервис Shudder должен был заняться дистрибуцией, как и в случае с предыдущей частью. Однако официальное подтверждение фильма под названием З/Л/О 99 поступило в июле 2022 года от Bloody Disgusting, который выступил сопродюсером фильма вместе с Studio71, Radio Silence Productions и Cinepocalypse Productions. Действие фильма будет происходить в «последние панк-рок аналоговые дни VHS». В качестве режиссеров были заявлены Flying Lotus, Йоханнес Робертс, Ванесса и Джозеф Винтер, Мэгги Левин и Тайлер Макинтайр, а в качестве продюсеров — Голдблум, Брэд Миска, Дэвид Брукнер, Чад Виллелла, Мэтт Беттинелли-Олпин, Тайлер Гиллетт и Джеймс Харрис. Очевидный З/Л/О 85 вместо этого стал очередной частью франшизы, которая была официально анонсирована 8 октября 2022 года. Режиссерами были объявлены Дэвид Брукнер, Скотт Дерриксон, Джиджи Сол Герреро, Наташа Кермани и Майк П. Нельсон, а релиз фильма запланирован компанией Shudder на 2023 год.
Голдблум рассказал, что первым предложением продюсеров для Shudder был фильм, действие которого происходит во время Рождества, с предварительным названием V/H/Xmas, а также фильм, действие которого происходит во времена средневековья. В конечном итоге Shudder отклонил эти предложения в пользу З/Л/О 99.

## Релиз
Премьера фильма З/Л/О 99 состоялась 16 сентября 2022 года в категории «Полуночное безумие» на Международном кинофестивале в Торонто в 2022 году. Дебют в США состоялся на фестивале Fantastic Fest в 2022 году 25 сентября 2022 года. Фильм также был показан на кинофестивале Sitges в Барселоне 12 октября 2022 года и на Бруклинском фестивале фильмов ужасов 14 октября 2022 года. Фильм вышел на канале Shudder 20 октября 2022 года.

## Прием

### Зрительская аудитория
После выхода на экраны пятый фильм побил рекорды потокового вещания на платформе Shudder. За первые четыре дня после выхода фильм собрал на 28 % больше уникальных зрителей, чем предыдущий рекордсмен, четвертый фильм, премьера которого состоялась на платформе в 2021 году. На пентиквел также пришлось почти 22 % всех потоков по запросу на Shudder за тот же период времени, и он стал фильмом № 1 по просмотрам на AMC+ за выходные.
Крейг Энглер, генеральный директор Shudder, сказал: «По всем показателям 99-й имел бешеный успех, подписчики смотрели его в рекордных количествах и спорили друг с другом в социальных сетях о том, какой сегмент антологии был их любимым. Мы рады, что возрождение сериала продолжает пользоваться успехом у нашей аудитории, и уже с нетерпением ждем 85-й в следующем году».

### Реакция критиков
На агрегаторе рецензий Rotten Tomatoes фильм З/Л/О 99 получил 74 % одобрения критиков на основе 47 рецензий со средней оценкой 5,90/10. По единодушному мнению критиков, «Как и большинство антологий, 99-й имеет свои взлеты и падения — но чаще всего этот сборник шортов продолжает недавний творческий подъем франшизы.» На Metacritic средняя оценка фильма 58/100 на основе 12 рецензий. После мировой премьеры на TIFF, пятая часть получила положительные отзывы. Критики похвалили практические эффекты существ, визуальную эстетику и решение отказаться от традиционно плохого обрамления сюжета, но раскритиковали неравномерное качество между сегментами. Несколько кивков на культурно значимые темы эпохи, такие как паранойя Y2K, рок-группа Limp Bizkit, панк и скейтерская культура, видеосериал CKY или детское игровое шоу «Легенды скрытого храма», также были встречены с одобрением.
Мэтт Донато из IGN похвалил фильм как «самую большую авантюру во франшизе», отметив использование практических эффектов и изображение распространенных фобий, таких как страх пауков или быть похороненным заживо, для создания тревоги и ужаса. В заключение он сказал, что «фильм капитализируется на бешеном веселье найденных кадров, воет от хаоса блицкрига и продолжает взрываться, как связка петард, которая любит смотреть, как вы вздрагиваете», и поставил оценку 7/10.
Эмили Гагне, написавшая для Dread Central, заявила, что фильм «может быть самым простым и обтекаемым сиквелом 94-го». Она высоко оценила производственный дизайн и фактор ностальгии, заложенный в фильме, заявив, что «фильм имеет потенциал стать тачстоуном для дремотных вечеринок», и поставив ему оценку 3/5 звезд. В рецензии для That Shelf критик Виктор Стифф высоко оценил фильм, заявив, что «З/Л/О 99 — одна из редких антологий ужасов с солидными фильмами по всем направлениям. Все пять шортов дают зрителям возможность полакомиться чем-то мясным».
В неоднозначной рецензии для Variety критик Деннис Харви написал, что «лучшие эпизоды просто достаточно хороши, а худшие просто утомительны». Харви похвалил «забавную анимацию игрушечных солдатиков», которая служит в качестве интерлюдий между сегментами фильма, но заключил, что 99-й «представляет собой смотрибельный, но не впечатляющий удар по часам франшизы без запоминающихся кульминационных моментов».

## Сиквел
Сиквел под названием З/Л/О 85 был официально анонсирован 8 октября 2022 года на дискуссионной панели New York Comic Con, посвященной продвижению пятого фильма. Как и его предшественник, фильм будет выпущен как Shudder Original, а режиссеры Дэвид Брукнер, Скотт Дерриксон, Джиджи Саул Герреро, Наташа Кермани и Майк П. Нельсон прикреплены к проекту. Фильм был тайно снят параллельно с З/Л/О 99.